# Lista över avsnitt av Star Trek: Enterprise
Detta är en påbörjad lista över avsnitt från TV-serien Star Trek: Enterprise, som ursprungligen sändes 2001-2005 i UPN. Sammanlagt producerades 98 avsnitt.

## Översikt
| Säsong | Säsong | Avsnitt | Avsnitt | Originalvisning       | Originalvisning      | Nielsen ratings         | Nielsen ratings |
| Säsong | Säsong | Avsnitt | Avsnitt | Första sändningsdatum | Sista sändningsdatum | Tittarsiffor (miljoner) | Rank            |
| ------ | ------ | ------- | ------- | --------------------- | -------------------- | ----------------------- | --------------- |
|        | 1      | 26      | 26      | 26 september 2001     | 22 maj 2002          | 5.9                     | 115             |
|        | 2      | 26      | 26      | 18 september 2002     | 21 maj 2003          | 4.03                    | 135             |
|        | 3      | 24      | 24      | 10 september 2003     | 26 maj 2004          | i.u.                    | i.u.            |
|        | 4      | 22      | 22      | 8 oktober 2004        | 13 maj 2005          | 2.9                     | 150             |

## Avsnitt

### Säsong 1 (2001–02)
| Nr i serien | Nr i säsongen | Titel                     | Datum             | Regissör              | Manus                                                                                      | Sändes (USA)      | Sändes (Sverige)     | Prod. kod | Tittarsiffror (miljoner) |
| --- | ------------- | ------------------------- | ----------------- | --------------------- | ------------------------------------------------------------------------------------------ | ----------------- | -------------------- | --------- | ------------------------ |
| 12 | 12            | "Broken Bow"              | 16 april 2151     | James L. Conway       | Rick Berman & Brannon Braga                                                                | 26 september 2001 | 8 maj 20039 maj 2003 | 40358-721 | 12.5                     |
| Jungfruresan för Enterprise NX-01 och första mötet med klingoner. Jonathan Archer råkar hamna mitt i ett så kallat Temporal War.                                                                                   |               |                           |                   |                       |                                                                                            |                   |                      |           |                          |
| 3 | 3             | "Fight or Flight"         | 6 maj 2151        | Allan Kroeker         | Rick Berman & Brannon Braga                                                                | 3 oktober 2001    | 15 maj 2003          | 40358-003 | 9.2                      |
| Hoshi Sato får göra upp med sin rädsla då de går ombord på ett skepp där besättningen blivit mördad. |               |                           |                   |                       |                                                                                            |                   |                      |           |                          |
| 4 | 4             | "Strange New World"       | Okänt             | David Livingston      | Synopsis av: Rick Berman & Brannon Braga Manus av: Mike Sussman & Phyllis Strong           | 10 oktober 2001   | 16 maj 2003          | 40358-004 | 7.8                      |
| Besättningen upptäcker en ny planet och Archer skickar en patrull för att utforska planeten. En storm gör att besättningen tvingas stanna på planeten längre än planerat.                                          |               |                           |                   |                       |                                                                                            |                   |                      |           |                          |
| 5 | 5             | "Unexpected"              | Okänt             | Mike Vejar            | Rick Berman & Brannon Braga                                                                | 17 oktober 2001   | 22 maj 2003          | 40358-005 | 8.2                      |
| Charles "Trip" Tucker III hjälper en utomjording att laga deras motor – för att sedan upptäcka att han har blivit gravid.                                                                                          |               |                           |                   |                       |                                                                                            |                   |                      |           |                          |
| 6 | 6             | "Terra Nova"              | Okänt             | LeVar Burton          | Synopsis av: Rick Berman & Brannon Braga Manus av: Antoinette Stella                       | 24 oktober 2001   | 23 maj 2003          | 40358-006 | 8.4                      |
| En tidig mänsklig koloni på Terra Nova försvann spårlöst för 70 år sedan. Enterprises uppdrag är nu att ta reda på vad som har hänt med kolonin.                                                                   |               |                           |                   |                       |                                                                                            |                   |                      |           |                          |
| 7 | 7             | "The Andorian Incident"   | 19 juni 2151      | Roxann Dawson         | Synopsis av: Rick Berman, Brannon Braga & Fred Dekker Manus av: Fred Dekker                | 31 oktober 2001   | 29 maj 2003          | 40358-007 | 7.2                      |
| Archer, Trip och T'Pol tas tillfånga av andorianerna. |               |                           |                   |                       |                                                                                            |                   |                      |           |                          |
| 8 | 8             | "Breaking the Ice"        | Okänt             | Terry Windell         | Andre Jaquemetton & Maria Jaquemetton                                                      | 7 november 2001   | 30 maj 2003          | 40358-008 | 7.4                      |
| Malcolm Reed och Travis Mayweather letar efter Eisilium på en komet under tiden som T'Pol funderar på att gifta sig med Koss.                                                                                      |               |                           |                   |                       |                                                                                            |                   |                      |           |                          |
| 9 | 9             | "Civilization"            | 31 juli 2151      | Mike Vejar            | Mike Sussman & Phyllis Strong                                                              | 14 november 2001  | 5 juni 2003          | 40358-009 | 7.1                      |
| Archer, Trip, Hoshi och T'Pol åker under förklädnad ner till en planet för att bevaka den civilisationens utveckling. När de kommer ner märker de att de inte är de första bevakarna.                              |               |                           |                   |                       |                                                                                            |                   |                      |           |                          |
| 10 | 10            | "Fortunate Son"           | Okänt             | LeVar Burton          | James Duff                                                                                 | 21 november 2001  | 12 juni 2003         | 40358-010 | 6.1                      |
| Fraktskeppet Fortunate har blivit attackerat av nausicanerna så Enterprise bestämmer sig för att hjälpa till. Men besättningen ombord på fraktskeppet smider hemliga planer.                                       |               |                           |                   |                       |                                                                                            |                   |                      |           |                          |
| 11 | 11            | "Cold Front"              | 12 september 2151 | Robert Duncan McNeill | Stephen Beck & Tim Finch                                                                   | 28 november 2001  | 13 juni 2003         | 40358-011 | 7.3                      |
| Archer upptäcker att en i hans besättning håller på att hjälpa till att kämpa i det så kallade Temporal Cold War emot Silik och några av sulibanerna.                                                              |               |                           |                   |                       |                                                                                            |                   |                      |           |                          |
| 12 | 12            | "Silent Enemy"            | 1 september 2151  | Winrich Kolbe         | André Bormanis                                                                             | 16 januari 2002   | 19 juni 2003         | 40358-012 | 6.1                      |
| Archer möter en fiende som inte svarar på några anrop samtdigt som Hoshi försöker ta reda på vad Reed gillar för mat så att de ska kunna överraska honom på hans födelsedag.                                       |               |                           |                   |                       |                                                                                            |                   |                      |           |                          |
| 13 | 13            | "Dear Doctor"             | Okänt             | James A. Contner      | Andre Jaquemetton & Maria Jaquemetton                                                      | 23 januari 2002   | 20 juni 2003         | 40358-013 | 5.7                      |
| Archer och Phlox ställs inför det moraliska valet att låta en art dö i en pandemi. |               |                           |                   |                       |                                                                                            |                   |                      |           |                          |
| 14 | 14            | "Sleeping Dog"            | Okänt             | Les Landau            | Fred Dekker                                                                                | 30 januari 2002   | 26 juni 2003         | 40358-014 | 6.5                      |
| Hoshi, Reed och T'Pol bordar ett klingonskt skepp som inte svarar på anrop. Väl ombord märker de hur en gasjättes dragningskraft drar ner skeppet från omloppsbanan.                                               |               |                           |                   |                       |                                                                                            |                   |                      |           |                          |
| 15 | 15            | "Shadows of P'jem"        | Okänt             | Mike Vejar            | Synopsis av : Rick Berman & Brannon Braga Manus av : Mike Sussman & Phyllis Strong         | 6 februari 2002   | 27 juni 2003         | 40358-015 | 6.1                      |
| T'Pol återkallas till Vulcan efter det som skett i avsnittet The Andorian Incident. Under hennes sista uppdrag så kidnappas hon och Archer, vilket leder till en konfrontation mellan vulcanerna och andorianerna. |               |                           |                   |                       |                                                                                            |                   |                      |           |                          |
| 16 | 16            | "Shuttlepod One"          | 9 november 2151   | David Livingston      | Rick Berman & Brannon Braga                                                                | 13 februari 2002  | 3 juli 2003          | 40358-016 | 5.3                      |
| Trip och Reed är strandsatta i sin skyttel och de livsnödvändiga systemen i skytteln håller på att ge vika. |               |                           |                   |                       |                                                                                            |                   |                      |           |                          |
| 17 | 17            | "Fusion"                  | Okänt             | Rob Heddon            | Synopsis av : Rick Berman & Brannon Braga Manus av : Phyllis Strong & Mike Sussman         | 27 februari 2002  | 4 juli 2003          | 40358-017 | 4.5                      |
| Enterprise möter en grupp vulcaner som har känslor. T'Pol är med om sin första mind meld vilket får besvärande konsekvenser.                                                                                       |               |                           |                   |                       |                                                                                            |                   |                      |           |                          |
| 18 | 18            | "Rogue Planet"            | Okänt             | Allan Kroeker         | Synopsis av : Rick Berman, Brannon Braga & Chris Black Manus av : Chris Black              | 20 mars 2002      | 10 juli 2003         | 40358-018 | 4.7                      |
| Enterprise hittar en enslig planet där de träffar ett par eskajägare som jagar en varelse som endast lever på den här planeten.                                                                                    |               |                           |                   |                       |                                                                                            |                   |                      |           |                          |
| 19 | 19            | "Acquisition"             | Okänt             | James Whitmore, Jr.   | Synopsis av : Rick Berman & Brannon Braga Manus av : Maria Jaquemetton & Andre Jaquemetton | 27 mars 2002      | 11 juli 2003         | 40358-019 | 5.4                      |
| En grupp ferengier kapar Enterprise men Archer, Trip och T'Pol utövar tankelekar för att försöka återta kontrollen över skeppet.                                                                                   |               |                           |                   |                       |                                                                                            |                   |                      |           |                          |
| 20 | 20            | "Oasis"                   | Okänt             | Jim Charleston        | Synopsis av : Rick Berman, Brannon Braga & Stephen Beck Manus av : Stephen Beck            | 3 april 2002      | 17 juli 2003         | 40358-020 | 5.6                      |
| Archer, Mayweather, Trip och T'Pol upptäcker en besättning som fortfarande är vid liv trots att deras skepp kraschlandade för flera år sedan.                                                                      |               |                           |                   |                       |                                                                                            |                   |                      |           |                          |
| 21 | 21            | "Detained"                | Okänt             | David Livingston      | Synopsis av : Rick Berman & Brannon Braga Manus av : Mike Sussman & Phyllis Strong         | 24 april 2002     | 18 juli 2003         | 40358-021 | 4.9                      |
| Archer och Mayweather finner sig fängslade av tandaraner i ett sulibanfångläger. |               |                           |                   |                       |                                                                                            |                   |                      |           |                          |
| 22 | 22            | "Vox Sola"                | Okänt             | Roxann Dawson         | Synopsis av : Rick Berman, Brannon Braga & Fred Dekker Teleplay by: Fred Dekker            | 1 maj 2002        | 31 juli 2003         | 40358-022 | 5.4                      |
| En okänd utomjording bordar Enterprise och börjar tillfångata besättningsmedlemmar och som sammanlänkas neurologiskt.                                                                                              |               |                           |                   |                       |                                                                                            |                   |                      |           |                          |
| 23 | 23            | "Fallen Hero"             | 9 februari 2152   | Patrick Norris        | Synopsis av : Rick Berman, Brannon Braga & Chris Black Manus av : Alan Cross               | 8 maj 2002        | 1 augusti 2003       | 40358-023 | 5.3                      |
| Enterprise attackeras då de har en ambassadör från Vulcan ombord som av en händelse råkar vara T'Pols idol. |               |                           |                   |                       |                                                                                            |                   |                      |           |                          |
| 24 | 24            | "Desert Crossing"         | 12 februari 2152  | David Straiton        | Synopsis av : Rick Berman, Brannon Braga & André Bormanis Manus av : André Bormanis        | 8 maj 2002        | 7 augusti 2003       | 40358-024 | 4.7                      |
| Enterprise upptäcker att de har råkat alliera sig med en terroristgrupp då Archer och Trip tvingas korsa en öken på en främmande planet.                                                                           |               |                           |                   |                       |                                                                                            |                   |                      |           |                          |
| 25 | 25            | "Two Days and Two Nights" | 18 februari 2152  | Michael Dorn          | Synopsis av : Rick Berman & Brannon Braga Manus av : Chris Black                           | 15 maj 2002       | 8 augusti 2003       | 40358-025 | 5.3                      |
| Efter veckor av omvägar så får besättningen på Enterprise NX-01 permission på Risa. Medan de är på Risa träffar Archer en kvinna som vet mer om sulibanerna än vad hon är villig att erkänna.                      |               |                           |                   |                       |                                                                                            |                   |                      |           |                          |
| 26 | 26            | "Shockwave (Del 1)"       | Okänt             | Allan Kroeker         | Rick Berman & Brannon Braga                                                                | 22 maj 2002       | 14 augusti 2003      | 40358-026 | 5.3                      |
| En hel planets population har förintats och den här tragedin beskylls Enterprise att ligga bakom så de återkallas till Jorden. På vägen dit så kapas de av en Suliban och Archer transporteras till 3000-talet.    |               |                           |                   |                       |                                                                                            |                   |                      |           |                          |

### Säsong 2 (2002–03)
| Nr i serien | Nr i säsongen | Titel                | Datum             | Regissör              | Manus                                                                                              | Sändes (USA)      | Sändes (Sverige) | Prod. kod | Tittarsiffror (miljoner) |
| --- | ------------- | -------------------- | ----------------- | --------------------- | -------------------------------------------------------------------------------------------------- | ----------------- | ---------------- | --------- | ------------------------ |
| 27 | 1             | "Shockwave (Del 2)"  | Okänt             | Allan Kroeker         | Rick Berman & Brannon Braga                                                                        | 18 september 2002 | 10 maj 2004      | 40358-028 | 4.9                      |
| Samtidigt som en grupp sulibaner övertar Enterprise NX-01 försöker Jonathan Archer ta sig tillbaka till 2100-talet. |               |                      |                   |                       | |                   |                  |           |                          |
| 28 | 2             | "Carbon Creek"       | 12 april 2152     | James A. Contner      | Synopsis av : Rick Berman, Brannon Braga & Dan O'Shannon Manus av : Chris Black                    | 25 september 2002 | 17 maj 2004      | 40358-027 | 4.8                      |
| T'Pol berättar om hur en grupp vulcaner, däribland hennes mormor, kraschlandar på jorden på 1950-talet. |               |                      |                   |                       | |                   |                  |           |                          |
| 29 | 3             | "Minefield"          | Okänt             | James A. Contner      | John Shiban                                                                                        | 2 oktober 2002    | 24 maj 2004      | 40358-029 | 5.2                      |
| Enterprise råkar köra på en mina bestyckad med en kamouflagegenerator Under tiden som de försöker desarmera en mina som fastnat på skeppet så kontaktas de för första gången av romulanerna.                                                                                |               |                      |                   |                       | |                   |                  |           |                          |
| 30 | 4             | "Dead Stop"          | Okänt             | Roxann Dawson         | Mike Sussman & Phyllis Strong                                                                      | 9 oktober 2002    | 31 maj 2004      | 40358-031 | 5.4                      |
| Enterprise är svårt skadat efter att de träffat romulanerna men lagas av ett automatiskt reparationsskepp med egen vilja. |               |                      |                   |                       | |                   |                  |           |                          |
| 31 | 5             | "A Night in Sickbay" | Okänt             | David Straiton        | Rick Berman & Brannon Braga                                                                        | 16 oktober 2002   | 7 juni 2004      | 40358-030 | 6.3                      |
| Archers hund Porthos orsakar en diplomatisk incident och förgiftas på en planet som besättningen besöker. Archer blir tokig av oro medan Porthos återhämtar sig i sjukstugan.                                                                                               |               |                      |                   |                       | |                   |                  |           |                          |
| 32 | 6             | "Marauders"          | Okänt             | Mike Vejar            | Synopsis av : Rick Berman & Brannon Braga Manus av : David Wilcox                                  | 30 oktober 2002   | 8 juni 2004      | 40358-032 | 5.6                      |
| Archer försöker köpa deuterium av en koloni som är förtryckt av klingonska marodörer som vill åt deras deuterium. |               |                      |                   |                       | |                   |                  |           |                          |
| 33 | 7             | "The Seventh"        | Okänt             | David Livingston      | Rick Berman & Brannon Braga                                                                        | 6 november 2002   | 15 juni 2004     | 40358-033 | 4.8                      |
| T'Pol återinsätts som spion och får uppdraget att tillfångata en flykting. Under uppdraget så uppenbaras en mörk hemlighet från hennes förflutna som gör att hon förlorar kontrollen över sina känslor.                                                                     |               |                      |                   |                       | |                   |                  |           |                          |
| 34 | 8             | "The Communicator"   | Okänt             | James A. Contner      | Synopsis av : Rick Berman & Brannon Braga Manus av : André Bormanis                                | 13 november 2002  | 21 juni 2004     | 40358-034 | 4.5                      |
| Archer och Malcolm Reed besöker en planet vars befolkning ännu inte nått den industriella revolutionen. När de är tillbaka på Enterprise märker Malcolm att han har glömt sin kommunikator på planeten. Malcolm tillfångatas då han åker tillbaka för att leta reda på den. |               |                      |                   |                       | |                   |                  |           |                          |
| 35 | 9             | "Singularity"        | 14 augusti 2152   | Patrick Norris        | Chris Black                                                                                        | 20 november 2002  | 22 juni 2004     | 40358-035 | 4.8                      |
| Enterprise åker för att undersöka ett galaktiskt fenomen. T'Pol märker att besättningen börjar bete sig konstigt och kommer snart till slutsatsen att de alla har drabbats av tvångssyndrom.                                                                                |               |                      |                   |                       | |                   |                  |           |                          |
| 36 | 10            | "Vanishing Point"    | Okänt             | David Straiton        | Rick Berman & Brannon Braga                                                                        | 27 november 2002  | 28 juni 2004     | 40358-036 | 3.8                      |
| Hoshi Sato teleporteras upp från en planet för första gången och efter det känner hon att det är något som har gått fel. |               |                      |                   |                       | |                   |                  |           |                          |
| 37 | 11            | "Precious Cargo"     | 12 september 2152 | David Livingston      | Synopsis av : Rick Berman & Brannon Braga Manus av : David A. Goodman                              | 11 december 2002  | 29 juni 2004     | 40358-037 | 4.7                      |
| När de svarar på ett nödanrop så kidnappas Charles "Trip" Tucker III tillsammans med en bortskämd utomjordisk prinsessa. |               |                      |                   |                       | |                   |                  |           |                          |
| 38 | 12            | "The Catwalk"        | 18 september 2152 | Mike Vejar            | Mike Sussman & Phyllis Strong                                                                      | 18 december 2002  | 5 juli 2004      | 40358-038 | 4.7                      |
| Enterprise kontaktas av tre utomjordingar som varnar dem för en radioaktiv storm som närmar sig skeppet. Det finns ingen chans att fly undan stormen så Archer beslutar sig för att rida ut den.                                                                            |               |                      |                   |                       | |                   |                  |           |                          |
| 39 | 13            | "Dawn"               | Okänt             | Roxann Dawson         | John Shiban                                                                                        | 8 januari 2003    | 6 juli 2004      | 40358-039 | 4                        |
| Trip blir nerskjuten av en Arkonian och de blir båda strandsatta på en måne. |               |                      |                   |                       | |                   |                  |           |                          |
| 40 | 14            | "Stigma"             | Okänt             | David Livingston      | Rick Berman & Brannon Braga                                                                        | 5 februari 2003   | 12 juli 2004     | 40358-040 | 4.4                      |
| T'Pol fick i avsnittet Fusion pan'aar syndromet i samband med den mind meld hon då råkade ut för. Ombord på Enterprise är det bara Phlox som vet om hennes sjukdom. De besöker en läkarkonferens och Phlox ska försöka få mer information om sjukdomen.                     |               |                      |                   |                       | |                   |                  |           |                          |
| 41 | 15            | "Cease Fire"         | Okänt             | David Straiton        | Chris Black                                                                                        | 12 februari 2003  | 13 juli 2004     | 40358-041 | 4.8                      |
| Archer försöker medla fred mellan vulcanerna och andorianerna. |               |                      |                   |                       | |                   |                  |           |                          |
| 42 | 16            | "Future Tense"       | Okänt             | James Whitmore, Jr.   | Mike Sussman & Phyllis Strong                                                                      | 19 februari 2003  | 19 juli 2004     | 40358-042 | 4.6                      |
| Enterprise upptäcker ett öde skepp som både sulibanerna och tholianerna vill åt. |               |                      |                   |                       | |                   |                  |           |                          |
| 43 | 17            | "Canamar"            | Okänt             | Allan Kroeker         | John Shiban                                                                                        | 26 februari 2003  | 20 juli 2004     | 40358-043 | 4.5                      |
| Archer och Trip misstas för att vara smugglare och tas därför ombord på ett fängelseskepp. |               |                      |                   |                       | |                   |                  |           |                          |
| 44 | 18            | "The Crossing"       | Okänt             | David Livingston      | Synopsis av : Rick Berman, Brannon Braga and André Bormanis Manus av : Rick Berman & Brannon Braga | 2 april 2003      | 26 juli 2004     | 40358-044 | 3.9                      |
| Icke-kroppsliga utomjordingar försöker ta över Enterprise. |               |                      |                   |                       | |                   |                  |           |                          |
| 45 | 19            | "Judgement"          | Okänt             | James L. Conway       | Synopsis av : Taylor Elmore and David A. Goodman Manus av : David A. Goodman                       | 9 april 2003      | 27 juli 2004     | 40358-045 | 3.7                      |
| Archer tillfångatas av klingonerna då han blivit anklagad för att ha konspirerat mot klingonernas imperium. |               |                      |                   |                       | |                   |                  |           |                          |
| 46 | 20            | "Horizon"            | 10 januari 2153   | James A. Contner      | André Bormanis                                                                                     | 16 april 2003     | 2 augusti 2004   | 40358-046 | 3.4                      |
| Efter att Travis Mayweather far har dött så bestämmer sig Travis att besöka sin familj ombord på deras fraktskepp. |               |                      |                   |                       | |                   |                  |           |                          |
| 47 | 21            | "The Breach"         | Okänt             | Robert Duncan McNeill | Synopsis av : Daniel McCarthy Manus av : Chris Black & John Shiban                                 | 23 april 2003     | 3 augusti 2004   | 40358-047 | 3.2                      |
| Besättningen beordras att söka upp ett par denobulanska geologer. |               |                      |                   |                       | |                   |                  |           |                          |
| 48 | 22            | "Cogenitor"          | Okänt             | LeVar Burton          | Rick Berman & Brannon Braga                                                                        | 30 april 2003     | 9 augusti 2004   | 40358-048 | 4.1                      |
| Besättningen träffar en trekönad art som heter vissianerna. De är en mer tekniskt utvecklad civilisation än människorna. Trip lär känna en av dem vilket får ett ödesdigert resultat.                                                                                       |               |                      |                   |                       | |                   |                  |           |                          |
| 49 | 23            | "Regeneration"       | 1 mars 2153       | David Livingston      | Mike Sussman & Phyllis Strong                                                                      | 7 maj 2003        | 10 augusti 2004  | 40358-049 | 4.1                      |
| En grupp Borger (från Star Trek: First Contact) återupplivas efter att ha legat nerfrysta i ett århundrade i antarktisk is. |               |                      |                   |                       | |                   |                  |           |                          |
| 50 | 24            | "First Flight"       | Okänt             | LeVar Burton          | John Shiban & Chris Black                                                                          | 14 maj 2003       | 30 augusti 2004  | 40358-050 | 3.3                      |
| Efter det att Archer har fått reda på att en nära vän har gått bort så berättar han för T'Pol om sin tidiga karriär som testpilot för de nya warp-motorerna. |               |                      |                   |                       | |                   |                  |           |                          |
| 51 | 25            | "Bounty"             | 21 mars 2153      | Roxann Dawson         | Synopsis av : Rick Berman & Brannon Braga Manus av : Hans Tobeason, Mike Sussman & Phyllis Strong  | 14 maj 2003       | 31 augusti 2004  | 40358-051 | 3.5                      |
| En Tellarite tillfångatar Archer för att kunna få den belöning som klingonerna satt på Archers huvud på grund av det som skedde i avsnittet Judgement. Samtidigt får ett virus T'Pol att inleda sin pon farr-fas för tidigt.                                                |               |                      |                   |                       | |                   |                  |           |                          |
| 52 | 26            | "The Expanse"        | 24 april 2153     | Allan Kroeker         | Rick Berman & Brannon Braga                                                                        | 21 maj 2003       | Okänt            | 40358-052 | 3.9                      |
| En utomjordisk farkost attackerar Jorden och 7 miljoner människor dör. T'Pol tvingas avsäga sig sin tjänst för Vulcan High Command då Enterprise ger sig iväg för att söka upp de som attackerat Jorden.                                                                    |               |                      |                   |                       | |                   |                  |           |                          |

### Säsong 3 (2003–04)
| Nr i serien | Nr i säsongen | Titel              | Datum            | Regissör              | Manus                                                                                   | Sändes (USA)      | Prod. kod | Tittarsiffror (miljoner) |
| --- | ------------- | ------------------ | ---------------- | --------------------- | --------------------------------------------------------------------------------------- | ----------------- | --------- | ------------------------ |
| 53 | 1             | "The Xindi"        | Okänt            | Allan Kroeker         | Rick Berman & Brannon Braga                                                             | 10 september 2003 | 40358-053 | 4.1                      |
| Uppdraget mot Xindi startar med att Archer och Malcolm besöker ett gruvkomplex i hopp om att kunna finna Xindi. |               |                    |                  |                       |                                                                                         |                   |           |                          |
| 54 | 2             | "Anomaly"          | Okänt            | David Straiton        | Mike Sussman                                                                            | 17 september 2003 | 40358-054 | 4.3                      |
| Enterprises besättning upptäcker gigantiska sfärer som verkar ligga bakom Delphic Expanse existens. |               |                    |                  |                       |                                                                                         |                   |           |                          |
| 55 | 3             | "Extinction"       | Okänt            | LeVar Burton          | André Bormanis                                                                          | 24 september 2003 | 40358-055 | 4                        |
| Under en vild jakt, samtidigt som man letar efter Xindi, utsätts Archer, Malcolm och Hoshi för ett utomjordiskt virus och börjar förvandlas till medlemmar ur en sedan länge utdöd art vid namn Loque'eque. |               |                    |                  |                       |                                                                                         |                   |           |                          |
| 56 | 4             | "Rajiin"           | Okänt            | Mike Vejar            | Synopsis av : Paul Brown & Brent V. Friedman Manus av : Brent V. Friedman & Chris Black | 1 oktober 2003    | 40358-056 | 4.5                      |
| En flyende slavflicka gömmer sig ombord på Enterprise och spionerar på besättningen. Samtidigt, upptäcker Archer att den konstgjorda mineralen Trellium-D kan användas för att skydda skeppet från anomalierna. |               |                    |                  |                       |                                                                                         |                   |           |                          |
| 57 | 5             | "Impulse"          | Okänt            | David Livingston      | Synopsis av : Jonathan Fernandez & Terry Matalas Manus av : Jonathan Fernandez          | 8 oktober 2003    | 40358-057 | 4.2                      |
| Enterprise stöter på ett Vulcan-skepp där besättningen har infekterats av ett kraftfullt gift relaterat till Trellium-D och som orsakar permanenta neurologiska skador. T'Pol blir även hon infekterad och börjar förlora kontrollen över sina känslor, vilket resulterar i paranoia och ett nästan mordiskt beteende. |               |                    |                  |                       |                                                                                         |                   |           |                          |
| 58 | 6             | "Exile"            | Okänt            | Roxann Dawson         | Phyllis Strong                                                                          | 15 oktober 2003   | 40358-058 | 3.5                      |
| 59 | 7             | "The Shipment"     | Okänt            | David Straiton        | Chris Black & Brent V. Friedman                                                         | 29 oktober 2003   | 40358-059 | 3.7                      |
| 60 | 8             | "Twilight"         | Okänt            | Robert Duncan McNeill | Mike Sussman                                                                            | 5 november 2003   | 40358-060 | 4.1                      |
| 61 | 9             | "North Star"       | Okänt            | David Straiton        | David A. Goodman                                                                        | 12 november 2003  | 40358-061 | 3.9                      |
| 62 | 10            | "Similitude"       | Okänt            | LeVar Burton          | Manny Coto                                                                              | 19 november 2003  | 40358-062 | 4.59                     |
| 63 | 11            | "Carpenter Street" | Okänt            | Mike Vejar            | Rick Berman & Brannon Braga                                                             | 26 november 2003  | 40358-063 | 3.7                      |
| 64 | 12            | "Chosen Realm"     | Okänt            | Roxann Dawson         | Manny Coto                                                                              | 14 januari 2004   | 40358-064 | 3.9                      |
| 65 | 13            | "Proving Ground"   | 6 december 2153  | David Livingston      | Chris Black                                                                             | 21 januari 2004   | 40358-065 | 3.4                      |
| 66 | 14            | "Stratagem"        | 12 december 2153 | Mike Vejar            | Synopsis av : Terry Matalas Manus av : Mike Sussman                                     | 4 februari 2004   | 40358-066 | 4.1                      |
| 67 | 15            | "Harbinger"        | 27 december 2153 | David Livingston      | Synopsis av : Rick Berman & Brannon Braga Manus av : Manny Coto                         | 11 februari 2004  | 40358-067 | 3.9                      |
| 68 | 16            | "Doctor's Orders"  | Okänt            | Roxann Dawson         | Chris Black                                                                             | 18 februari 2004  | 40358-068 | 3.73                     |
| 69 | 17            | "Hatchery"         | 8 januari 2154   | Michael Grossman      | Synopsis av : André Bormanis & Mike Sussman Manus av : André Bormanis                   | 25 februari 2004  | 40358-069 | 3.52                     |
| 70 | 18            | "Azati Prime"      | Okänt            | Allan Kroeker         | Synopsis av : Rick Berman, Brannon Braga & Manny Coto Manus av : Manny Coto             | 3 mars 2004       | 40358-070 | 3.7                      |
| 71 | 19            | "Damage"           | Okänt            | James L. Conway       | Phyllis Strong                                                                          | 21 april 2004     | 40358-071 | 2.86                     |
| 72 | 20            | "The Forgotten"    | Okänt            | LeVar Burton          | Chris Black & David A. Goodman                                                          | 28 april 2004     | 40358-072 | 3.35                     |
| 73 | 21            | "E²"               | Okänt            | Roxann Dawson         | Mike Sussman                                                                            | 5 maj 2004        | 40358-073 | 3.25                     |
| 74 | 22            | "The Council"      | 12 februari 2154 | David Livingston      | Manny Coto                                                                              | 12 maj 2004       | 40358-074 | 3.41                     |
| 75 | 23            | "Countdown"        | 13 februari 2154 | Robert Duncan McNeill | André Bormanis & Chris Black                                                            | 19 maj 2004       | 40358-075 | 3.46                     |
| 76 | 24            | "Zero Hour"        | 14 februari 2154 | Allan Kroeker         | Rick Berman & Brannon Braga                                                             | 26 maj 2004       | 40358-076 | 3.91                     |

### Säsong 4 (2004–05)
| Nr i serien | Nr i säsongen | Titel                      | Datum                          | Regissör                      | Manus | Sändes (USA)                  | Prod. kod          | Tittarsiffror (miljoner) |
| --- | ------------- | -------------------------- | ------------------------------ | ----------------------------- | --- | ----------------------------- | ------------------ | ------------------------ |
| 7778 | 12            | "Storm Front"              | Okänt                          | Allan Kroeker                 | Manny Coto | 8 oktober 200415 oktober 2004 | 40358-07740358-078 | 2.893.11                 |
| 79 | 3             | "Home"                     | Okänt                          | Allan Kroeker                 | Mike Sussman | 22 oktober 2004               | 40358-079          | 3.16                     |
| 80 | 4             | "Borderland"               | 17 maj 2154                    | David Livingston              | Ken LaZebnik | 29 oktober 2004               | 40358-080          | 3.18                     |
| 81 | 5             | "Cold Station 12"          | Okänt                          | Mike Vejar                    | Michael Bryant | 5 november 2004               | 40358-081          | 3.39                     |
| 82 | 6             | "The Augments"             | 27 maj 2154                    | LeVar Burton                  | Mike Sussman | 12 november 2004              | 40358-082          | 3.39                     |
| 83 | 7             | "The Forge"                | Okänt                          | Michael Grossman              | Garfield Reeves-Stevens & Judith Reeves-Stevens | 19 november 2004              | 40358-083          | 3.15                     |
| 84 | 8             | "Awakening"                | Okänt                          | Roxann Dawson                 | André Bormanis | 26 november 2004              | 40358-084          | 3.38                     |
| 85 | 9             | "Kir'Shara"                | Okänt                          | David Livingston              | Mike Sussman | 3 december 2004               | 40358-085          | 3.19                     |
| 86 | 10            | "Daedalus"                 | Okänt                          | David Straiton                | Michael Bryant & Ken LaZebnik | 14 januari 2005               | 40358-086          | 3.03                     |
| 87 | 11            | "Observer Effect"          | Okänt                          | Mike Vejar                    | Garfield Reeves-Stevens & Judith Reeves-Stevens | 21 januari 2005               | 40358-087          | 2.76                     |
| 88 | 12            | "Babel One"                | 12 november 2154               | David Straiton                | Mike Sussman & André Bormanis | 28 januari 2005               | 40358-088          | 2.53                     |
| 89 | 13            | "United"                   | 15 november 2154               | David Livingston              | Synopsis av : Manny Coto Manus av : Judith Reeves-Stevens & Garfield Reeves-Stevens                                                                  | 4 februari 2005               | 40358-089          | 2.81                     |
| 90 | 14            | "The Aenar"                | Okänt                          | Mike Vejar                    | Synopsis av : Manny Coto Manus av : André Bormanis                                                                                                   | 11 februari 2005              | 40358-090          | 3.17                     |
| 91 | 15            | "Affliction"               | 27 november 2154               | Michael Grossman              | Synopsis av : Manny Coto Manus av : Mike Sussman | 18 februari 2005              | 40358-091          | 3.17                     |
| 92 | 16            | "Divergence"               | Okänt                          | David Barrett                 | Garfield Reeves-Stevens & Judith Reeves-Stevens | 25 februari 2005              | 40358-092          | 2.96                     |
| 93 | 17            | "Bound"                    | 27 december 2154               | Allan Kroeker                 | Manny Coto | 15 april 2005                 | 40358-093          | 2.56                     |
| 9495 | 1819          | "In a Mirror, Darkly"      | 13 januari 215518 januari 2155 | James L. ConwayMarvin V. Rush | Mike SussmanSynopsis av : Manny Coto Manus av : Mike Sussman                                                                                         | 22 april 200529 april 2005    | 40358-09440358-095 | 2.592.92                 |
| 96 | 20            | "Demons"                   | 19 januari 2155                | LeVar Burton                  | Manny Coto | 6 maj 2005                    | 40358-096          | 3.01                     |
| 97 | 21            | "Terra Prime"              | 22 januari 2155                | Marvin V. Rush                | Synopsis av : Judith Reeves-Stevens, Garfield Reeves-Stevens & Andre Bormanis Manus av : Judith Reeves-Stevens, Garfield Reeves-Stevens & Manny Coto | 13 maj 2005                   | 40358-097          | 3.8                      |
| 98 | 22            | "These Are the Voyages..." | 47457.1                        | Allan Kroeker                 | Rick Berman & Brannon Braga | 13 maj 2005                   | 40358-098          | 3.8                      |
| Tvåhundra år in i framtiden observerar två medlemmar ur besättningen på USS Enterprise (NCC-1701-D) (William T. Riker & Deanna Troi) en holodeckskapelse av skeppet NX-01 sista resa år 2161 då hon återvänder till Jorden för att tas ur tjänst och skriva under avtalet som leder till bildandet av United Federation of Planets. |               |                            |                                |                               | |                               |                    |                          |